# Episodi de Il commissario Lanz (terza stagione)
La terza stagione della serie televisiva Il commissario Lanz è stata trasmessa in prima visione in Svizzera su SRF 1 dal 3 dicembre 2013 al 18 marzo 2014 e in Germania su ZDF. 
In Italia, la serie è stata trasmessa su Rai 2 dal 5 al 26 luglio 2015.
| n° | Titolo originale | Titolo italiano      | Prima TV Svizzera | Prima TV Italia |
| -- | ---------------- | -------------------- | ----------------- | --------------- |
| 1  | Vertrauen        | Questione di fiducia | 3 dicembre 2013   | 5 luglio 2015   |
| 2  | Jugendsünden     | La seconda scelta    | 10 dicembre 2013  | 12 luglio 2015  |
| 3  | Kinder           | Figli                | 17 dicembre 2013  | 19 luglio 2015  |
| 4  | Versprechen      | La promessa          | 18 marzo 2014     | 26 luglio 2015  |

## Questione di fiducia
- Titolo originale: Vertrauen
- Diretto da:
- Scritto da:

## La seconda scelta
- Titolo originale: Jugendsünden
- Diretto da:
- Scritto da:

## Figli
- Titolo originale: Kinder
- Diretto da:
- Scritto da:

## La promessa
- Titolo originale: Versprechen
- Diretto da:
- Scritto da: